# Dendryphantes ruwenzori
Espèce
Dendryphantes ruwenzori est une espèce d'araignées aranéomorphes de la famille des Salticidae.

## Distribution
Cette espèce est endémique du district de Bundibugyo en Ouganda,. Elle se rencontre vers Bundibugyo.

## Description
La carapace du mâle holotype mesure 1,8 mm de long sur 1,2 mm et l'abdomen 1,9 mm de long sur 1,2 mm et la carapace des femelles paratypes 1,8 et 1,9 mm de long sur 1,3 et 1,5 mm et l'abdomen 2,4 et 3,0 mm de long sur 1,6 et 1,8 mm.

## Systématique et taxinomie
Cette espèce a été décrite par Wiśniewski et Wesołowska en 2024.

## Étymologie
Son nom d'espèce lui a été donné en référence au lieu de sa découverte, le Rwenzori.

## Publication originale
- Wiśniewski & Wesołowska, 2024 : « Jumping spiders (Salticidae) of Uganda – revised list, new species and distributional data. » European Journal of Taxonomy, vol. 952, p. 1-171 (texte intégral).